# 叶夫根尼娅·科泽茨卡娅
叶夫根尼娅·科泽茨卡亚（俄语：Евгения Косецкая，1994年12月16日—），俄羅斯單打羽毛球女子運動員，主攻单项。她曾与青年期的维多利亚·德尔根诺娃赢得2013年欧青賽女双季軍；其后她也曾夺得歐洲羽毛球錦標賽女单亚军。在欧洲内地赛事中，曾赢得歐洲運動會女双银牌得主，同时多次为俄罗斯征战各种团体赛的重要主力成员。

## 簡歷

### 2010年-2013年 國際系列賽单打夺冠
2010年9月，叶夫根尼娅·科泽茨卡亚分别与罗米纳·加布杜林娜以及阿纳托利·亚特瑟夫出战哈爾科夫羽毛球國際賽，在女双準决赛以0比2（12-21、11-21）不敌乌克兰的玛丽亚·乌利蒂娜/纳塔利娅·沃伊切赫；而混双準决赛以0比2（18-21、18-21）不敌赛会2号种子、白俄罗斯的Aliaksei Konakh/阿莱西亚·扎伊特萨娃。
2011年7月，叶夫根尼娅·科泽茨卡亚代表俄罗斯参加芬兰万塔举办的歐洲青年羽毛球錦標賽，助俄罗斯队赢得混合團體亚军。
2012年9月，叶夫根尼娅·科泽茨卡亚与维多利亚·沃罗比娃出战白夜羽毛球賽，在女双决赛以弃赛，赢得亚军。同期9月，她出战哈爾科夫羽毛球國際賽，在女单决赛以2比0（21-15、21-18）击败了队友的奥尔佳·戈洛瓦诺娃，夺得其首个國際系列賽女单冠军。
2013年3月，叶夫根尼娅·科泽茨卡亚代表俄罗斯参加土耳其安卡拉举办的歐洲青年羽毛球錦標賽，与青年期的维多利亚·德尔根诺娃赢得女子双打季军。同年12月，她与阿纳托利·亚特瑟夫出战土耳其羽毛球國際賽，在混双準决赛以0比2（18-21、17-21）不敌跨国组合的（芬兰：安东·凯斯提/保加利亚：加夫列拉·斯托伊娃）。

### 2014年 國際挑戰賽双打夺冠
2014年1月，叶夫根尼娅·科泽茨卡亚出战愛沙尼亞羽毛球國際賽，在女单决赛以2比0（21-16、23-21）击败了赛会3号种子、乌克兰的玛丽亚·乌利蒂娜，赢得国际赛冠军；此外，她还与阿纳托利·亚特瑟夫的混双决赛以1比2（22-24、21-14、16-21）不敌赛会头号种子、队友的维塔利·杜尔金/尼娜·维斯洛娃，赢得亚军。同期1月，她与阿纳托利·亚特瑟夫出战瑞典羽毛球大師賽，在混双準决赛以0比2（20-22、14-21）不敌赛会头号种子、苏格兰的罗伯·布莱尔/伊莫金·班克尔。同年2月，她代表俄罗斯参加瑞士巴塞爾举办的歐洲女子羽毛球團體錦標賽，助球队赢得女子團體亚军。同年7月，她与叶卡捷琳娜·博洛托娃出战白夜羽毛球賽，在女双决赛以2比0（21-14、26-24）击败了赛会2号种子、队友的奥尔佳·戈洛瓦诺娃/维多利亚·沃罗比娃，夺得其首个國際挑戰賽女双冠军。同年9月，她出战比利時羽毛球國際賽，在女单準決賽以0比3（9-11、6-11、9-11）不敌赛会2号种子、德国名将的卡琳·施纳泽；此外，还与叶卡捷琳娜·博洛托娃的女双準決賽以0比3（2-11、7-11、8-11）不敌赛会头号种子、荷兰的埃菲耶·穆斯肯斯/塞莱娜·皮克。同期9月，她与阿纳托利·亚特瑟夫出战捷克羽毛球國際賽，在混双决赛以1比2（21-18、19-21、19-21）不敌赛会2号种子、瑞典的约纳坦·努德/伊美利·法贝克，赢得亚军。同年11月，她与叶卡捷琳娜·博洛托娃出战巴林羽毛球國際挑戰賽，在女双决赛以2比0（21-6、21-15）击败了赛会头号种子、队友的安娜斯塔西亚·切尔维亚科娃/尼娜·维斯洛娃，赢得国际赛冠军。同年12月，她与叶卡捷琳娜·博洛托娃出战意大利羽毛球國際賽，在女双準决赛以0比2（18-21、22-24）不敌赛会2号种子、荷兰强档的萨曼塔·巴宁/伊里斯·塔博林。

### 2015年-2016年 欧运会女双夺银及国际赛单双夺冠
2015年1月，叶夫根尼娅·科泽茨卡亚与阿纳托利·亚特瑟夫出战瑞典羽毛球大師賽，在混双準决赛以0比2（14-21、16-21）不敌赛会4号种子、荷兰强档的雅高·阿伦斯/塞莱娜·皮克。同年3月，她与叶卡捷琳娜·博洛托娃出战波蘭羽毛球公開賽，在女双準决赛以0比2（20-22、25-27）不敌印度强档的普拉迪亚·加德雷/斯基·雷迪。同年4月，她与阿纳托利·亚特瑟夫出战芬蘭羽毛球公開賽，在混双决赛以2比1（16-21、21-17、21-10）击败了赛会头号种子、法国强档的加埃唐·米特莱尔泽/奥德丽·方丹，赢得国际赛冠军。同年6月，她代表俄罗斯参加亞塞拜然巴庫举办的歐洲運動會羽毛球比賽，在女双决赛以0比2（12-21、21-23）不敌赛会头号种子、保加利亚的加夫列拉·斯托伊娃/斯蒂法尼·斯托伊娃，赢得欧运会女子双打亚军。同年7月，她分别与叶卡捷琳娜·博洛托娃以及阿纳托利·亚特瑟夫出战白夜羽毛球賽，在女双决赛以2比1（20-22、21-13、21-15）击败了赛会2号种子、土耳其的奥兹格·巴伊拉克/内斯里汉·伊吉特，赢得国际赛冠军；而混双準决赛以1比2（15-21、21-16、21-23）不敌赛会头号种子、爱尔兰的山姆·马吉/克洛伊·马吉。同期7月，她出战哈薩克羽毛球國際賽，在女单决赛以2比0（21-17、21-10）击败了赛会4号种子、比利时华裔的谭莲妮，赢得国际赛冠军；而混双决赛以2比0（21-11、21-12）击败了马来西亚的Bolriffin Khairul Tor/Ng Sin Er，再次赢得国际赛冠军，同时揽下单双冠军得主。同样7月，她出战俄羅斯羽毛球大獎賽，在女单準决赛以0比2（19-21、15-21）不敌捷克的克里斯蒂娜·加文霍尔特。
2016年2月，叶夫根尼娅·科泽茨卡亚与叶卡捷琳娜·博洛托娃出战奧地利羽毛球公開賽，在女双决赛以2比0（21-11、23-21）击败了赛会2号种子、美国的李意恒/宝拉·琳·奥巴娜娜，赢得国际赛冠军。同年9月，她代表俄罗斯参加本国举办的的世界大學生羽毛球錦標賽，助俄罗斯队赢得混合團體季军；此外，还与克谢尼娅·波利卡波娃赢得世大生女子双打季军。同年10月，她出战俄羅斯羽毛球大獎賽，在女单决赛以0比2（10-21、13-21）不敌赛会4号种子、印度名将的露丝维卡·斯瓦尼·加德，赢得亚军；此外，还与克谢尼娅·波利卡波娃的女双决赛以0比2（14-21、20-22）不敌赛会头号种子、队友的安娜斯塔西亚·切尔维亚科娃/奥尔佳·莫罗佐娃，赢得亚军；另外，还与阿纳托利·亚特瑟夫的混双準决赛以0比2（11-21、17-21）不敌赛会2号种子、印度强档的普拉纳·杰里·乔普拉/斯基·雷迪。同期10月，她与阿纳托利·亚特瑟夫出战巴林羽毛球國際挑戰賽，在混双决赛以0比2（15-21、11-21）不敌赛会头号种子、队友的叶夫根尼·德雷明/叶夫根尼亚·迪莫娃，赢得亚军。同年12月，她出战南非羽毛球國際賽，在女单决赛以2比0（21-8、21-10）击败了赛会2号种子、埃及的哈迪亚·胡斯尼，赢得国际赛冠军；此外，还与阿纳托利·亚特瑟夫的混双决赛以2比0（21-13、21-9）击败了南非的安德里斯·马兰/桑德拉·勒格兰其，再次赢得国际赛冠军。同期12月，她出战博茨瓦納羽毛球國際賽，在女单决赛以2比0（21-8、21-13）击败了赛会头号种子、埃及的哈迪亚·胡斯尼，赢得国际赛冠军；此外，还与阿纳托利·亚特瑟夫的混双决赛以2比0（21-12、21-10）击败了跨国组合的（毛里求斯：喬治·朱利安·保羅/埃及：哈迪亚·胡斯尼），再次赢得国际赛冠军。

### 2017年-2018年
2017年1月，叶夫根尼娅·科泽茨卡亚出战愛沙尼亞羽毛球國際賽，在女单準决赛以1比2（11-21、21-16、14-21）不敌赛会2号种子、法国名将的戴尔芬·兰萨克；此外，还与阿纳托利·亚特瑟夫的混双决赛以0比2（8-21、19-21）不敌队友的罗季翁·阿利莫夫/艾莉娜·达夫列托娃，赢得亚军。同年2月，她代表俄罗斯参加波蘭盧賓举办的歐洲羽毛球混合團體錦標賽，助球队赢得混合團體亚军。同年3月，她出战波蘭羽毛球公開賽，在女单準决赛以0比2（16-21、15-21）不敌赛会6号种子、马来西亚新秀的李盈盈。同期3月，她出战奧爾良羽毛球國際挑戰賽，在女单準决赛以0比2（6-21、16-21）不敌马来西亚的李盈盈。同年6月，她出战西班牙羽毛球國際賽，在女单决赛以0比2（12-21、12-21）不敌赛会4号种子、丹麦名将的米娅·布里西费尔特，赢得亚军。同年7月，她出战白夜羽毛球賽，在女单决赛以2比1（21-8、15-21、22-20）击败了土耳其的內斯里漢·伊吉特，赢得国际赛冠军。同期7月，她出战俄羅斯羽毛球大獎賽，在女单决赛以3比2（11-9、5-11、11-5、5-11、11-4）击败了赛会头号种子、马来西亚名将的謝抒芽，捍卫本土赛事并且夺得其首个大獎賽女单冠军。同年8月，她參加蘇格蘭格拉斯哥舉行的世界羽毛球錦標賽，出戰女子單打項目。她在首圈以2-0擊敗法國選手戴尔芬·兰萨克晉級，但在第二圈就以1比2（21-16、9-21、11-21）不敵13號種子、香港的張雁宜出局。
2018年2月，叶夫根尼娅·科泽茨卡亚代表俄罗斯参加本国举办的歐洲羽毛球女子團體錦標賽，助球队赢得女子團體季军。同期2月，她出战瑞士羽毛球公開賽，在女单準决赛以0比2（6-21、18-21）不敌赛会头号种子、日本名将的高橋沙也加。同年4月，她代表俄罗斯参加西班牙韦尔瓦举办的歐洲羽毛球錦標賽，在女单决赛以0比2（15-21、7-21）不敌赛会头号种子、奥运冠军的卡罗列娜·马琳，赢得欧锦赛女单亚军。

## 主要比賽成績
只列出曾進入準決賽的國際賽事成績：
| 年份   | 賽事                     | 公開賽級別 | 項目     | 搭檔                | 成績   |
| ------ | ------------------------ | ---------- | -------- | ------------------- | ------ |
| 2010年 | 哈爾科夫羽毛球國際賽     | 國際系列賽 | 女子雙打 | 罗米纳·加布杜林娜   | 準決賽 |
| 2010年 | 哈爾科夫羽毛球國際賽     | 國際系列賽 | 混合雙打 | 阿纳托利·亚特瑟夫   | 準決賽 |
| 2010年 | 塞浦路斯羽毛球國際賽     | 國際系列賽 | 女子雙打 | 罗米纳·加布杜林娜   | 冠軍   |
| 2011年 | 歐洲青年羽毛球錦標賽     | 其他       | 混合團體 | －                  | 銀牌   |
| 2012年 | 白夜羽毛球賽             | 國際挑戰賽 | 女子雙打 | 维多利亚·沃罗比娃   | 亞軍   |
| 2012年 | 哈爾科夫羽毛球國際賽     | 國際系列賽 | 女子單打 | －                  | 冠軍   |
| 2013年 | 歐洲青年羽毛球錦標賽     | 其他       | 女子雙打 | 维多利亚·德尔根诺娃 | 銅牌   |
| 2013年 | 土耳其羽毛球國際賽       | 國際系列賽 | 混合雙打 | 阿纳托利·亚特瑟夫   | 準決賽 |
| 2014年 | 愛沙尼亞羽毛球國際賽     | 國際系列賽 | 女子單打 | －                  | 冠軍   |
| 2014年 | 愛沙尼亞羽毛球國際賽     | 國際系列賽 | 混合雙打 | 阿纳托利·亚特瑟夫   | 亞軍   |
| 2014年 | 瑞典羽毛球大師賽         | 國際挑戰賽 | 混合雙打 | 阿纳托利·亚特瑟夫   | 準決賽 |
| 2014年 | 歐洲女子羽毛球團體錦標賽 | 其他       | 女子團體 | －                  | 銀牌   |
| 2014年 | 白夜羽毛球賽             | 國際挑戰賽 | 女子雙打 | 叶卡捷琳娜·博洛托娃 | 冠軍   |
| 2014年 | 比利時羽毛球國際賽       | 國際挑戰賽 | 女子單打 | －                  | 準決賽 |
| 2014年 | 比利時羽毛球國際賽       | 國際挑戰賽 | 女子雙打 | 叶卡捷琳娜·博洛托娃 | 準決賽 |
| 2014年 | 捷克羽毛球國際賽         | 國際挑戰賽 | 混合雙打 | 阿纳托利·亚特瑟夫   | 亞軍   |
| 2014年 | 碧特博格羽毛球黃金大獎賽 | 黃金大獎賽 | 女子雙打 | 叶卡捷琳娜·博洛托娃 | 亞軍   |
| 2014年 | 巴林羽毛球國際挑戰賽     | 國際挑戰賽 | 女子雙打 | 叶卡捷琳娜·博洛托娃 | 冠軍   |
| 2014年 | 意大利羽毛球國際賽       | 國際挑戰賽 | 女子雙打 | 叶卡捷琳娜·博洛托娃 | 準決賽 |
| 2015年 | 瑞典羽毛球大師賽         | 國際挑戰賽 | 混合雙打 | 阿纳托利·亚特瑟夫   | 準決賽 |
| 2015年 | 波蘭羽毛球公開賽         | 國際挑戰賽 | 女子雙打 | 叶卡捷琳娜·博洛托娃 | 準決賽 |
| 2015年 | 芬蘭羽毛球公開賽         | 國際挑戰賽 | 混合雙打 | 阿纳托利·亚特瑟夫   | 冠軍   |
| 2015年 | 歐洲運動會羽毛球比賽     | 其他       | 女子雙打 | 叶卡捷琳娜·博洛托娃 | 銀牌   |
| 2015年 | 白夜羽毛球賽             | 國際挑戰賽 | 女子雙打 | 叶卡捷琳娜·博洛托娃 | 冠軍   |
| 2015年 | 白夜羽毛球賽             | 國際挑戰賽 | 混合雙打 | 阿纳托利·亚特瑟夫   | 準決賽 |
| 2015年 | 哈薩克羽毛球國際賽       | 國際系列賽 | 女子單打 | －                  | 冠軍   |
| 2015年 | 哈薩克羽毛球國際賽       | 國際系列賽 | 混合雙打 | 阿纳托利·亚特瑟夫   | 冠軍   |
| 2015年 | 俄羅斯羽毛球大獎賽       | 大獎賽     | 女子單打 | －                  | 準決賽 |
| 2016年 | 奧地利羽毛球公開賽       | 國際挑戰賽 | 女子雙打 | 叶卡捷琳娜·博洛托娃 | 冠軍   |
| 2016年 | 世界大學生羽毛球錦標賽   | 其他       | 混合團體 | －                  | 銅牌   |
| 2016年 | 世界大學生羽毛球錦標賽   | 其他       | 女子雙打 | 克谢尼娅·波利卡波娃 | 銅牌   |
| 2016年 | 俄羅斯羽毛球大獎賽       | 大獎賽     | 女子單打 | －                  | 亞軍   |
| 2016年 | 俄羅斯羽毛球大獎賽       | 大獎賽     | 女子雙打 | 克谢尼娅·波利卡波娃 | 亞軍   |
| 2016年 | 俄羅斯羽毛球大獎賽       | 大獎賽     | 混合雙打 | 阿纳托利·亚特瑟夫   | 準決賽 |
| 2016年 | 巴林羽毛球國際挑戰賽     | 國際挑戰賽 | 混合雙打 | 阿纳托利·亚特瑟夫   | 亞軍   |
| 2016年 | 南非羽毛球國際賽         | 國際系列賽 | 女子單打 | －                  | 冠軍   |
| 2016年 | 南非羽毛球國際賽         | 國際系列賽 | 混合雙打 | 阿纳托利·亚特瑟夫   | 冠軍   |
| 2016年 | 博茨瓦納羽毛球國際賽     | 國際系列賽 | 女子單打 | －                  | 冠軍   |
| 2016年 | 博茨瓦納羽毛球國際賽     | 國際系列賽 | 混合雙打 | 阿纳托利·亚特瑟夫   | 冠軍   |
| 2017年 | 愛沙尼亞羽毛球國際賽     | 國際系列賽 | 女子單打 | －                  | 準決賽 |
| 2017年 | 愛沙尼亞羽毛球國際賽     | 國際系列賽 | 混合雙打 | 阿纳托利·亚特瑟夫   | 亞軍   |
| 2017年 | 歐洲羽毛球混合團體錦標賽 | 其他       | 混合團體 | －                  | 銀牌   |
| 2017年 | 波蘭羽毛球公開賽         | 國際挑戰賽 | 女子單打 | －                  | 準決賽 |
| 2017年 | 奧爾良羽毛球國際挑戰賽   | 國際挑戰賽 | 女子單打 | －                  | 準決賽 |
| 2017年 | 西班牙羽毛球國際賽       | 國際系列賽 | 女子單打 | －                  | 亞軍   |
| 2017年 | 白夜羽毛球賽             | 國際挑戰賽 | 女子單打 | －                  | 冠軍   |
| 2017年 | 俄羅斯羽毛球大獎賽       | 大獎賽     | 女子單打 | －                  | 冠軍   |
| 2018年 | 歐洲羽毛球女子團體錦標賽 | 其他       | 女子團體 | －                  | 銅牌   |
| 2018年 | 瑞士羽毛球公開賽         | 超級300賽  | 女子單打 | －                  | 準決賽 |
| 2018年 | 歐洲羽毛球錦標賽         | 其他       | 女子單打 | －                  | 銀牌   |
| 2019年 | 歐洲羽毛球混合團體錦標賽 | 其他       | 混合團體 | －                  | 季軍   |
| 2019年 | 歐洲運動會羽毛球比賽     | 其他       | 女子單打 | －                  | 銅牌   |
| 2019年 | 白夜羽毛球賽             | 國際挑戰賽 | 女子單打 | －                  | 冠軍   |
| 2019年 | 荷兰羽毛球公开赛         | 超級100賽  | 女子單打 | －                  | 亚軍   |
| 2021年 | 歐洲羽毛球混合團體錦標賽 | 其他       | 混合團體 | －                  | 季軍   |
| 2022年 | 賽義德·莫迪羽毛球國際賽  | 超級300賽  | 女子單打 | －                  | 準決賽 |

| 2007-2017年 | 首要超級賽 | 超級賽 | 黃金大獎賽 | 大獎賽 | 國際挑戰賽 | 國際系列賽 | 未來系列賽 | 其他 |

| 2018-2026年 | 總決賽 | 超級1000賽 | 超級750賽 | 超級500賽 | 超級300賽 | 超級100賽 | 國際挑戰賽 | 國際系列賽 | 未來系列賽 | 其他 |

### 奧運會和世錦賽參賽紀錄
|          | 搭檔                | 2014 | 2015        | 2016 | 2017 | 2018 | 2019 | 2020       | 2021 |
| -------- | ------------------- | ---- | ----------- | ---- | ---- | ---- | ---- | ---------- | ---- |
| 女子單打 | －                  | －   | －          | －   | 32強 | 48強 | 32強 | 小組第二名 | 32強 |
|          |                     |      |             |      |      |      |      |            |      |
| 女子雙打 | 叶卡捷琳娜·博洛托娃 | －   | 48強 (退賽) | －   | －   | －   | －   | －         | －   |
|          |                     |      |             |      |      |      |      |            |      |
| 混合雙打 | 阿纳托利·亚特瑟夫   | 16強 | 48強 (退賽) | －   | －   | －   | －   | －         | －   |

### 主要對賽紀錄
叶夫根尼娅·科泽茨卡亚與主要對手的對賽成績如下（只列出對賽三次或以上對手，截至2018年8月30日）：

| 對手              | 對賽次數 | 對賽結果 | 對賽結果 | 總計 |
| 對手              | 對賽次數 | 勝       | 負       | 總計 |
| ----------------- | -------- | -------- | -------- | ---- |
| 戴尔芬·兰萨克     | 8        | 7        | 1        | +6   |
| 玛丽亚·乌利蒂娜   | 5        | 4        | 1        | +3   |
| 斯蒂法尼·斯托伊娃 | 5        | 1        | 4        | -3   |
| 米娅·布里西费尔特 | 4        | 2        | 2        | 0    |
| 佩蒂娅·内德尔奇娃 | 4        | 2        | 2        | 0    |
| 梅蒂·波尔森       | 4        | 1        | 3        | -2   |
| Weronika Grudzina | 3        | 3        | 0        | +3   |
| 克洛伊·比尔切     | 3        | 3        | 0        | +3   |
| 克里斯汀·库巴     | 3        | 3        | 0        | +3   |
| laura vana        | 3        | 3        | 0        | +3   |
| 克拉拉·阿苏尔门迪 | 3        | 2        | 1        | +1   |
| 奥兹格·巴伊拉克   | 3        | 2        | 1        | +1   |
| 克洛伊·马吉       | 3        | 0        | 3        | -3   |
| 卡琳·施纳泽       | 3        | 0        | 3        | -3   |
| 白馭珀            | 3        | 0        | 3        | -3   |
| 安娜·蒂亚·马德森  | 3        | 0        | 3        | -3   |
| 李盈盈            | 3        | 0        | 3        | -3   |